# Gornji Bušević
Gornji Bušević es un pueblo de la municipalidad de Bosanska Krupa, en el cantón de Una-Sana, Bosnia y Herzegovina.

## Superficie
Posee una superficie de 4,39 kilómetros cuadrados.

## Demografía
Hasta 2013 la población era de 30 habitantes, con una densidad de población de 6,8 habitantes por kilómetro cuadrado.